# کریس تیلور (کشتی‌گیر)
کریستوفر جِی. تیلور (به انگلیسی: Christopher J. Taylor؛ ۱۳ ژوئن ۱۹۵۰ – ۳۰ ژوئن ۱۹۷۹) کشتی‌گیر فوق سنگین‌وزن اهل ایالات متحده آمریکا بود. او در هر دو سبک آزاد و فرنگی در مسابقات کشتی بازی‌های المپیک ۱۹۷۲ مونیخ رقابت کرد که در آزاد مدال برنز را کسب کرد. تیلور با وزن ۱۸۷ کیلوگرم سنگین‌ترین ورزش‌کار المپیکی تاریخ بود که این رکورد در المپیک ۲۰۰۸ پکن و با حضور ریکاردو بلاس جونیور جودوکا اهل گوام با ۲۱۸ کیلوگرم شکسته شد.